# Digi Sport 4
Digi Sport 4 este un post de televiziune sport lansat pe 1 octombrie 2015 și al patrulea post de sport lansat de RCS & RDS după Digi Sport, Digi Sport 2 și Digi Sport 3. Transmite rezumate și meciuri ale mai multor competiții sportive. Postul de televiziune transmite atât în  format SDTV cât și în HDTV. O versiune HD a postului a fost lansat la 14 octombrie 2017.